# Устика
Устика (итал. Ustica, сиц. Ùstica) — остров площадью 8,65 км² в Тирренском море, в 52 километрах к северу от мыса Галло на Сицилии. Население — 1330 человек (2001). Входит в состав коммуны Устика провинции Палермо региона Сицилия.
Сложен тремя конусами потухших вулканов: Коста-дель-Фалло, Кордия-дель-Турчи, Фальконьера, образованными андезитами и трахитами плейстоценового возраста.
В июне 1700 г. рядом с островом потерпела крушение галера мальтийского орденского флота «Сан Паоло». Устика стала печально известна 27 июня 1980 года, когда самолёт рейса IH870 упал недалеко от острова. Погиб 81 человек, из них 13 детей.
О безоблачной жизни на Устике мечтает герой повести В. Я. Брюсова «Последние страницы из дневника женщины»:
Я ещё мальчиком читал об этой Устике, не помню уже где. Меня описание поразило, и в детстве я часто мечтал, что поеду на эту Устику. Как-то незаметно Устика стала для меня символической страной красоты и счастия, какими-то гесперидовыми садами... После того я много раз бывал в Италии, но никогда не попадал на Устику; туристам делать там нечего, да мне и жаль было разрушать мои детские иллюзии. Но теперь, когда я подумал, что, может быть, мне придется выбирать на земном шаре одну точку, на которой доживать свою неудавшуюся жизнь, — я решил бесповоротно, что лучше Устики не найду ничего. Там, конечно, синее небо, шумный прибой, красивые скалы, стройные люди; мне ничего другого и не будет надо.
Покровителем коммуны почитается святой апостол Варфоломей, празднование 24 августа. Подробнее о традициях островитян см. статью Устика (коммуна). Существует регулярное паромное сообщение с Палермо.